# Sílvatnsás
Sílvatnsás är en kulle i republiken Island. Den ligger i regionen Norðurland vestra, 150 km nordost om huvudstaden Reykjavík. Toppen på Sílvatnsás är 447 meter över havet.
Trakten runt Sílvatnsás är nära nog obefolkad, med mindre än två invånare per kvadratkilometer. Det finns inga samhällen i närheten. Trakten runt Sílvatnsás består i huvudsak av gräsmarker.